# Monistria picta
Monistria picta är en insektsart som beskrevs av Sjöstedt 1921. Monistria picta ingår i släktet Monistria och familjen Pyrgomorphidae. Inga underarter finns listade i Catalogue of Life.